# Цисалпска Галија
Цисалпска Галија (лат. Gallia Cisalpina, још позната и као Gallia Citerior и Gallia Togata) је дио данашње сјеверне Италије који је био насељен Келтима (Галима) од 4. вијека п. н. е. Освојила ју је Римска република 220-их п. н. е., и била је провинција од 81. до 42. године п. н. е. када је постала дио Римске Италије. Све до тада сматрана је дијелом Галије, прецизније дијелом Галије „са ове стране Алпа“ (из виђења Римљана), као супротност Трансалпској Галији („са оне стране Алпа“).
Цисаппска Галија је била подјељена на Gallia Cispadana и Gallia Transpadana, тј. дијелове са сјеверне и јужне стране ријеке По. Провинција је у 1. вијеку п. н. е. са сјевера и запада била окружена Алпима, на југу се простирала све до Планцетије на ријеци По, Апенина и ријеке Рубикон и на истоку до Јадранског мора. Становници Цисалпске Галије су 49. године п. н. е. добили Римско грађанско право, а провинција је као дио Италије подјељена на четири регије: Regio VIII Gallia Cispadana, Regio IX Liguria, Regio X Venetia et Histria и Regio XI Gallia Transpadana.